# Horînhrad Druhîi (Șubkiv), Rivne
Horînhrad Druhîi (în ucraineană Гориньград Другий) este un sat în comuna Șubkiv din raionul Rivne, regiunea Rivne, Ucraina.

## Demografie
Componența lingvistică a localității Horînhrad Druhîi
     Ucraineană (99,66%)
     Alte limbi (0,34%)
Conform recensământului din 2001, majoritatea populației localității Horînhrad Druhîi era vorbitoare de ucraineană (99,66%), existând în minoritate și vorbitori de alte limbi.